# Gyrodus
Gyrodus è un genere di pesci ossei estinto, appartenente ai picnodontiformi. Visse tra il Giurassico superiore e il Cretaceo inferiore (Oxfordiano - Hauteriviano, circa 162 - 132 milioni di anni fa) e i suoi resti fossili sono stati ritrovati in Europa e in Sudamerica.

## Descrizione
Questo pesce possedeva un corpo dalla forma quasi circolare, fortemente appiattito lateralmente. Le dimensioni di Gyrodus variavano da specie a specie: dai 20 centimetri di lunghezza di Gyrodus hexagonus ai quasi due metri di G. circularis. Il muso di Gyrodus era pressoché verticale, ed era dotato di denti ovali arrotondati. Negli esemplari giovani, i denti erano appuntiti al centro. La pinna caudale era molto grande rispetto al corpo, ed era profondamente biforcuta con lobi stretti. La pinna dorsale era stretta, piccola e a forma di triangolo, ed era pressoché identica alla pinna anale. 
Gyrodus era caratterizzato da alcune autapomorfie: la presenza di una papilla centrale nei denti vomerini e prearticolari, flange sagittali sulle spine neurali ed emali sia anteriormente che posteriormente, con margini rinforzati, e infine la presenza di più di nove spine neurali autogene anteriori.

## Classificazione
Gyrodus è un rappresentante dei picnodontiformi, un gruppo di pesci attinotterigi solitamente dotati di corpi appiattiti e denti emisferici; in particolare, Gyrodus era un membro piuttosto arcaico di questo gruppo, ed è classificato in una famiglia a sé stante (Gyrodontidae). 

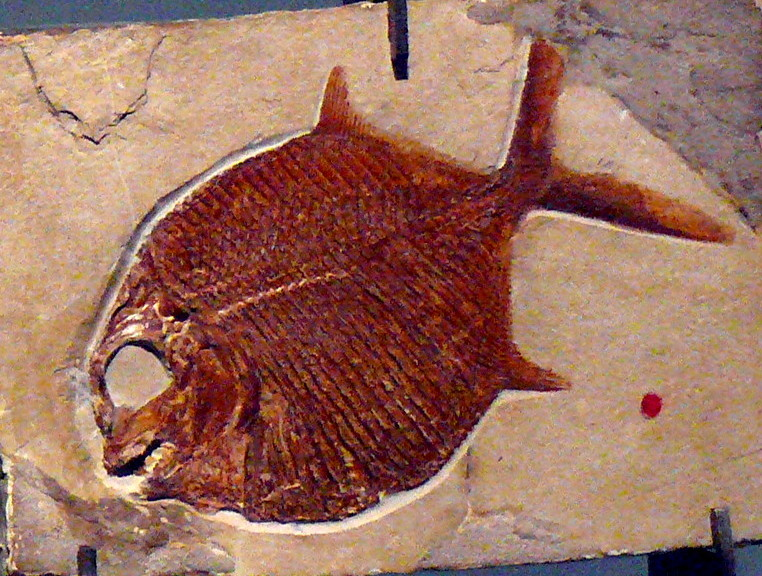
Fossile di Gyrodus hexagonus

Il genere Gyrodus venne descritto per la prima volta nel 1833 da Louis Agassiz nella sua opera Recherches sur les poissons fossiles. A questo genere sono state attribuite numerose specie, tra le quali alcune ben conosciute per numerosi ed eccezionali fossili rinvenuti nella zona di Solnhofen in Germania (Gyrodus hexagous, G. circularis) in terreni del Kimmeridgiano - Titoniano. Altre specie note sono G. cuvieri dell'Oxfordiano di Francia e Inghilterra, G. cordillera dell'Oxfordiano del Cile, e G. huiliches del Cretaceo inferiore dell'Argentina.